# Garraf

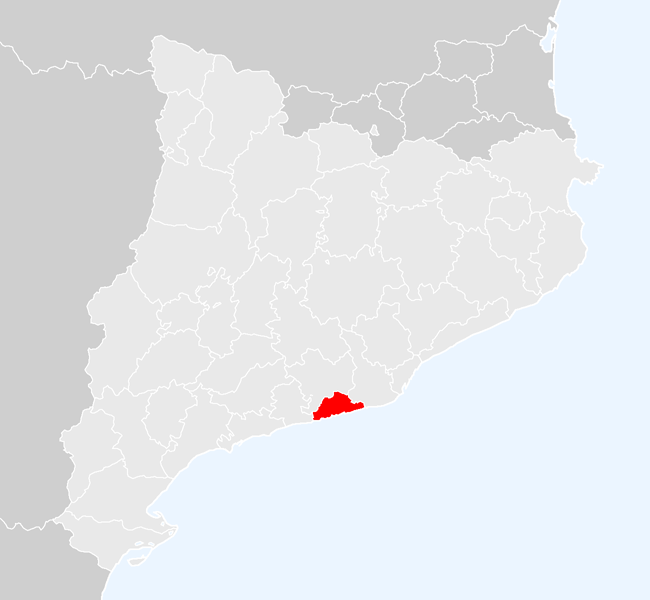
Localização do Garraf, na Catalunha.

Garraf é uma comarca da Catalunha. Também chamada Penedès Marítim[1] ou Marina del Penedès[2]) é uma das quatro comarcas da Catalunha que resultou da divisão da comarca El Penedès em 1936. O nome provém do árabe "garrafa"غراف, que significa "nora" ou "lugar de águas abundantes". Está limitado a norte pelo Alt Penedès; a este pelo Baix Llobregat; a oeste pelo Baix Penedès e com o Mar Mediterrâneo a sul.
Abarca uma superfície de 184,10 quilómetros quadrados e possui uma população de 133.117 habitantes.

## Subdivisões
A comarca do Garraf subdivide-se nos seguintes 6 municípios:

Municípios do Garraf

- Canyelles
- Cubelles
- Olivella
- Sant Pere de Ribes
- Sitges
- Vilanova i la Geltrú

## Demografia
| Município            | População |
| -------------------- | --------- |
| Canyelles            | 3.783     |
| Cubelles             | 12.773    |
| Olivella             | 2.842     |
| Sant Pere de Ribes   | 27.509    |
| Sitges               | 26.225    |
| Vilanova i la Geltrú | 63.196    |